# Squadra camerunese di Fed Cup
La squadra camerunese di Fed Cup rappresenta il Camerun nella Fed Cup, ed è posta sotto l'egida della Cameroon Tennis Federation.
Essa ha debuttato nel 1997, ad oggi unica partecipazione delle africane alla competizione. Per questo motivo è stata estromessa dal ranking mondiale stilato dalla ITF.

## Organico 1997
Aggiornato ai match del gruppo III (5-9 maggio 1997). Fra parentesi il ranking della giocatrice nei giorni della disputa degli incontri.
- Nathalie Sienkob (WTA #)
- Christine Njeuma (WTA #)
- Agathe Belibi (WTA #)

## Ranking ITF
Non inclusa nel ranking.